# Palpita aenescentalis
Palpita aenescentalis es una especie de polillas perteneciente a la familia Crambidae. 
Fue descrita por Eugene G. Munroe en 1952. 
Se encuentra en Norteamérica donde se ha registrado en los Estados de Illinois, Indiana, Maine, Maryland, Carolina del Norte, Dakota del Norte, Ohio, Oklahoma, Ontario, Quebec, Carolina del Sur, Tennessee, Virginia y Wisconsin.